# Kalevi Kotkas
Kalevi Kotkas (ur. 10 sierpnia 1913 w Tallinnie, zm. 24 sierpnia 1983 w Vantaa) – fiński lekkoatleta, który specjalizował się w skoku wzwyż oraz rzucie dyskiem.
Na igrzyskach olimpijskich startował w 1932 roku w Los Angeles oraz w 1936 w Berlinie. Pierwszy w historii mistrz Europy (1934) w skoku wzwyż zdobył także srebro podczas czempionatu Starego Kontynentu w 1938 roku. Trzykrotny rekordzista kraju w skoku wzwyż oraz siedmiokrotny w rzucie dyskiem. Rekord życiowy: skok wzwyż – 2,04 (1 września 1936, Göteborg); rzut dyskiem – 51,27 (18 sierpnia 1937, Helsinki).

## Osiągnięcia
| Rok  | Impreza              | Miejsce     | Konkurencja    | Pozycja     | Wynik |
| ---- | -------------------- | ----------- | -------------- | ----------- | ----- |
| 1932 | Igrzyska olimpijskie | Los Angeles | rzut dyskiem   | 7. miejsce  | 45,87 |
| 1934 | Mistrzostwa Europy   | Turyn       | skok wzwyż     | 1. miejsce  | 2,00  |
| 1934 | Mistrzostwa Europy   | Turyn       | rzut dyskiem   | 10. miejsce | 42,50 |
| 1936 | Igrzyska olimpijskie | Berlin      | skok wzwyż     | 4. miejsce  | 2,00  |
| 1938 | Mistrzostwa Europy   | Paryż       | skok wzwyż     | 2. miejsce  | 1,94  |
| 1938 | Mistrzostwa Europy   | Paryż       | rzut dyskiem   | 4. miejsce  | 48,63 |
| 1938 | Mistrzostwa Europy   | Paryż       | pchnięcie kulą | 11. miejsce | 13,92 |